# Caparroso
Caparroso és un municipi de Navarra, a la comarca de Ribera Arga-Aragón, dins la merindad d'Olite. Limita amb els municipis de Carcastillo, Mélida, Marcilla, Murillo el Cuende i Santacara.

## Barris
- Parte vieja
- Chantrea
- Zona nueva
- Barrio de la Estación

## Demografia
| Evolució demogràfica                                 | Evolució demogràfica | Evolució demogràfica | Evolució demogràfica | Evolució demogràfica | Evolució demogràfica | Evolució demogràfica | Evolució demogràfica | Evolució demogràfica | Evolució demogràfica | Evolució demogràfica |
| 1996                                                 | 1998                 | 1999                 | 2000                 | 2001                 | 2002                 | 2003                 | 2004                 | 2005                 | 2006                 | 2007                 |
| ---------------------------------------------------- | -------------------- | -------------------- | -------------------- | -------------------- | -------------------- | -------------------- | -------------------- | -------------------- | -------------------- | -------------------- |
| 2 331                                                | 2 286                | 2 313                | 2 324                | 2 433                | 2 475                | 2 440                | 2 489                | 2 531                | 2 602                | 2 602                |
| Fonts: Caparroso i Institut d'Estadística de Navarra |                      |                      |                      |                      |                      |                      |                      |                      |                      |                      |